# Чистое Поле (Орловская область)
Чистое Поле — поселок в Сосковском районе Орловской области России.
Входит в состав Кировского сельского поселения.

## География
Расположен юго-восточнее посёлка Красная Новь на левом берегу реки Кримега, впадающей восточнее посёлка в реку Крома.

## Население
| 2010 |
| ---- |
| 0    |